# منزل الطائر الأزرق (مسلسل)
منزل الطائر الأزرق (بالهانغل: 파랑새의 집، وحرفياً: بارانغساي جِب) هو مسلسل تلفزيوني من كوريا الجنوبية. عُرض المسلسل على قناة KBS2 يومي السبت والأحد في الساعة 19:55 من 25 فبراير 2015 إلى 9 أغسطس 2015، وعدد حلقاته 50 حلقة. المسلسل من بطولة إي جن هيوك، وتشاي سو بن، وإي سانغ يوب، وغيونغ سو جن.

## طاقم العمل

### الأدوار الأساسية
- إي جن هيوك بدور «كم جي وان».
- تشاي سو بن بدور «هان أون سو» شقيقة «جي وان».
- إي سانغ يوب بدور «جانغ هيون دو» صديق «جي وان».
- غيونغ سو جن بدور «كانغ يونغ جو» صديق «أون سو».

## روابط خارجية
- منزل الطائر الأزرق على موقع IMDb (الإنجليزية)
- منزل الطائر الأزرق على موقع كينوبويسك (الروسية)
- منزل الطائر الأزرق على موقع قاعدة بيانات الفيلم (الإنجليزية)